# Клавкина, Александра Алексеевна
Александра Алексеевна Клавкина (15 апреля 1914, с. Стрелецкое, Курская губерния — 11 мая 1998) — доярка колхоза «Новая жизнь», Белгородская область, Герой Социалистического Труда (1966).

## Биография
Родилась 15 апреля 1914 года в селе Стрелецкое Белгородского уезда Курской губернии (ныне Белгородского района, Белгородская область) в крестьянской семье.
Окончила начальную школу и работала в домашнем хозяйстве родителей. В 1928 году переехала в Белгород, трудилась разнорабочей на разных предприятиях города.
В августе 1943 года, сразу же после освобождения Белгорода и района от гитлеровских оккупантов, Клавкина подала заявление в только начинающийся возрождаться колхоз «Новая жизнь». Ей достался самый трудный на то время участок работы — дояркой молочнотоварной фермы.
Не один год прошёл, прежде чем Александре Алексеевне удалось подобрать группу коров, каждую из которых вырастила из тёлки, знала всю их подноготную. На протяжении целого ряда лет Клавкина получала самые высокие надои молока не только в хозяйстве, но и во всем районе. В 1956 году она надоила по 3800 килограммов молока на одну корову и одной из первых в области перешагнула за четырёхтысячный рубеж. Четырежды была участницей ВДНХ СССР.
Умерла А. А. Клавкина 11 мая 1998 года на 85-м году жизни.

## Награды
- 22 марта 1966 года Указом Президиума Верховного Совета СССР Александре Алексеевне Клавкиной было присвоено почётное звание Героя Социалистического Труда с вручением ордена Ленина и Золотой медали «Серп и Молот».
- Награждена двумя орденами Ленина (1959, 1966).
- Получила почётное звание «Мастер животноводства Белгородской области».

## Память
- А. А. Клавкина была участником документального фильма «Крестьяне» (1971), студия ЦСДФ (РЦСДФ)[2].